# Marche pour la vie (San Francisco)
Pour les articles homonymes, voir Marche pour la vie.
La marche pour la vie (San Francisco) ou « marche pour la vie côte ouest » (Walk for Life West Coast) est une manifestation annuelle contre l'avortement. Elle se déroule à San Francisco, en Californie, au mois de janvier, près de la date anniversaire de la décision Roe v. Wade de la Cour suprême américaine qui a légalisé l'avortement aux États-Unis.
La première marche pour la vie à San Francisco s'est déroulée le 22 janvier 2005, quand plusieurs milliers des manifestants — 7 000 d'après les organisateurs — ont défilé de la place Justin-Herman au Marina Green en longeant le front de mer.
Les organisateurs ont revendiqué 15 000 manifestants en 2006 et 20 000 en 2007. En 2008, le San Francisco Chronicle a estimé le nombre de manifestants à au moins 10 000. 
Les partisans de l'avortement légal ont organisé chaque année des contre-manifestations, de taille plus réduite. Les médias locaux ont remarqué que les confrontations entre manifestants et contre-manifestants était moins tendue en 2009 que les années précédentes.